# Syberia II

Syberia II es un videojuego de aventura desarrollado por Microids y lanzado en 2004 para PC, Xbox, PlayStation 2 y Nintendo DS. Es la secuela del popular juego de aventura Syberia, y continúa la historia de la abogada Kate Walker mientras explora los paisajes nevados de la región rusa de Siberia.

## Historia
Syberia II continúa la historia de la abogada Kate Walker después de que abandona su trabajo y su vida en Nueva York para ayudar a la fábrica de autómatas Voralberg a encontrar a Hans Voralberg, el heredero desaparecido de la compañía. En su viaje por Siberia, Kate se encuentra con una serie de personajes peculiares, como los nativos de la región, los Youkol, y debe superar varios obstáculos para llegar a su destino.

## Jugabilidad
Syberia II es un juego de aventura en tercera persona que se juega en un entorno de mundo abierto. Los jugadores controlan a Kate Walker mientras exploran el mundo y resuelven una variedad de puzzles y acertijos para avanzar en la historia. La mayoría de los puzzles se basan en la interacción con objetos y personajes del mundo del juego, y algunos requieren un pensamiento lógico para resolver.
Al igual que su predecesor, Syberia II se centra en la narración y el desarrollo del personaje, y presenta una serie de personajes memorables y mundos intrigantes. El juego también presenta una banda sonora evocadora y una dirección artística impresionante que contribuye a la atmósfera mágica del juego.

## Recepción
Syberia II recibió críticas positivas en su lanzamiento. Los críticos elogiaron la historia, los personajes y la dirección artística del juego, así como la música y la actuación de voz. Sin embargo, algunos críticos sintieron que la jugabilidad era un poco lenta y que el juego a veces se sentía como una "película interactiva" en lugar de un verdadero juego de aventura.